# Ollari
L'ollari (ou gadaba ollari) est une langue dravidienne, parlée par environ 15 000 Gadabas qui résident dans les État d'Andhra Pradesh et d'Orissa, en Inde.
L'ollari n'est pas la seule langue parlée par les Gadabas. Certains parlent une autre langue dravidienne, le kondekor, tandis que d'autre parlent le gutob, une langue munda.

## Sources
- (en) Mendem Bapuji, 2018, Ollari Gadaba: An Endangered Dravidian Language, Language in India 18:6, p. 104-111.
- (en) Bhadriraju Krishnamurti, 2003, The Dravidian Languages, Cambridge, Cambridge University Press.